# Atzimba Casas
Atzimba Casas (* 14. September 1994 in Texas) ist eine ehemalige mexikanisch-US-amerikanische Fußballspielerin auf der Position einer Mittelstürmerin.

## Karriere
Casas spielte zunächst in der Schülermannschaft der von ihr besuchten Socorro High School, für die sie in 4 Jahren insgesamt 149 Tore erzielte. Anschließend war sie von 2009 bis 2012 Mitglied des Latinas Soccer Club und danach bestritt sie 3 Einsätze für die UTEP Miners.
Anfang 2020 unterschrieb sie beim FC Juárez und kam bald darauf am 8. März 2020 zu ihrem ersten, aber auch einzigen, Länderspieleinsatz gegen die Slowakei (2:2).
2021 wechselte sie zum Club Deportivo Guadalajara, für dessen Frauenfußballmannschaft Chivas Femenil sie in der Saison 2021/22 insgesamt 14 Punktspiele in der Liga MX Femenil absolvierte und einen Treffer erzielte.

## Erfolge
- Mexikanische Frauenfußballmeisterin: Clausura 2022